# Haßfurt
Haßfurt (English: Hassfurt) là một đô thị ở Haßberge bang Bavaria thuộc nước Đức.